# يني محلة
يني محلة أو يڭي محلة (بالتركية: Yenimahalle)‏ هي بلدة ومُديريَّة تقع في ولاية أنقرة، وأنقرة بتركيا. تصل مساحتها إلى 274.2 كم²، وترتفع عن سطح البحر حوالي 830 م.